# Lioudmila Ivanova
Pour les articles homonymes, voir Ivanova.
Lioudmila Ivanova (Moscou, 22 juin 1933 - 7 octobre 2016) est une actrice soviétique et russe. 

## Filmographie
- 1965 : Pont en construction (Строится мост) de  Oleg Efremov : contremaître
- 1967 : Brèves Rencontres
- 1974 : Souviens-toi de ton nom
- 1977 : Romance de bureau
- 1979 : Le Marathon d'automne
- 1979 : Sueta suet : Serafina Ilinichna
- 1982 : Vols entre rêve et réalité
- 1985 : La plus charmante et attirante : Claudia Matveevna Stepankova
- 1994 : Le Maître et Marguerite
- 2000 : La Jalousie des dieux